# シルク温泉
シルク温泉（シルクおんせん）は、兵庫県豊岡市但東町（旧国但馬国）にある温泉。シルクロードの終点の意味合いか、あるいは絹織物からの連想かで、シルクと付けられた模様。モンゴルの八角形の建物を模して温泉館は作られている。

## 泉質
- 第1泉源：ナトリウム-炭酸水素塩・塩化物泉
- 第2泉源：含弱放射能-ナトリウム-炭酸水素塩・硫酸塩・塩化物泉

## 温泉街
株式会社シルク温泉やまびこが運営する日帰り温浴施設「シルク温泉館」と宿泊施設「やまびこ」のほか、湯治宿「こだま荘」、スナック「アミーゴ」がある。

## 歴史
- 掘削はおそらく平成年間の開発温泉。
- 1999年 - 隣接して農林水産物販売・食材供給施設が完成し、リニューアルオープン。[1]
- 2001年度 - 第2泉源掘削。
- 2002年度 - 第2泉源供用開始。
- 2010年 3月27日 - 兵庫県下初の木質ペレットボイラーが導入され、点火式が行われる。[2]

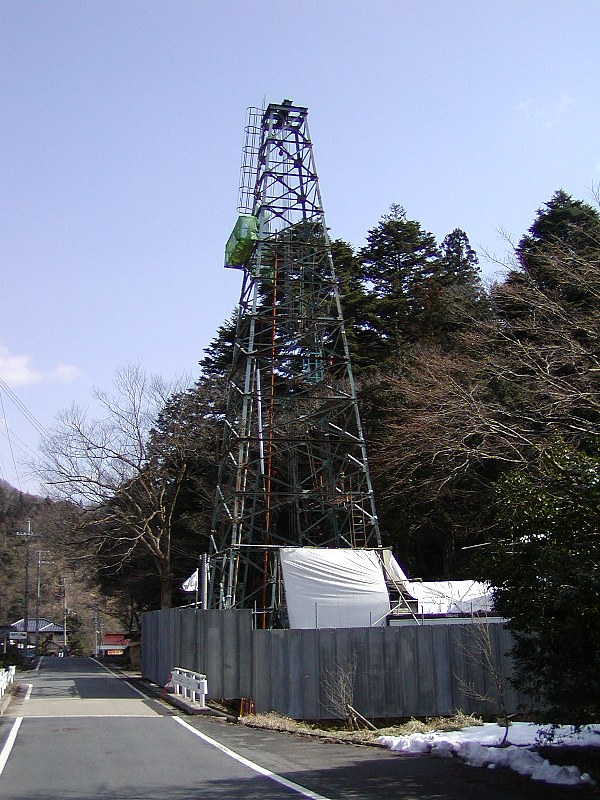
第2泉源の掘削(2002年3月)
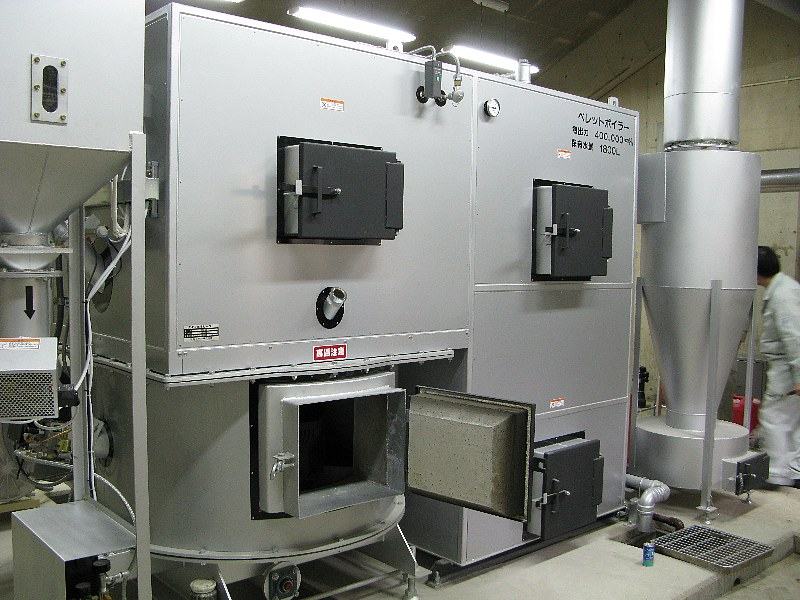
木質ペレットボイラー(2010年2月)

## アクセス
西日本旅客鉄道山陰本線豊岡駅・江原駅・八鹿駅より全但バスで出石行きに乗車、出石乗換、河野辺・薬王寺行きに乗車、正法寺下車すぐ（豊岡駅からは直通河野辺・薬王寺行きも一部あり）、車の場合国道426号線で、福知山から1時間程度あるいは出石より15分程度である。